# Paramimistena brevis
Paramimistena brevis là một loài bọ cánh cứng trong họ Cerambycidae.